# Cânone budista tibetano
O cânon Budista Tibetano é lista de textos sagrados de várias seitas do Budismo Tibetano.
Em adição aos textos sutrayana do Budismo Inicial (a maioria Sarvastivada) e de fontes Mahayana, o cânon tibetano inclui textos tântricos.